# Relations entre la Pologne et la Russie
Les relations entre la Pologne et la Russie (polonais : Stosunki polsko-rosyjskie, russe : Российско-польские отношения) désignent les relations politiques, économiques, militaires et culturelles se déroulant entre la Pologne et la Russie. Malgré une appartenance commune à la sphère culturelle slave, les relations entre les deux pays se caractérisent par des tensions fréquentes.
À la suite de l'annexion de la Crimée par la Russie en mars 2014, une majorité de Polonais craignent un conflit futur avec la Russie, du fait de la proximité de l'enclave russe de Kaliningrad.

## Histoire
Pour un article plus général, voir Histoire de la Pologne.

### La république des Deux Nations et la Moscovie

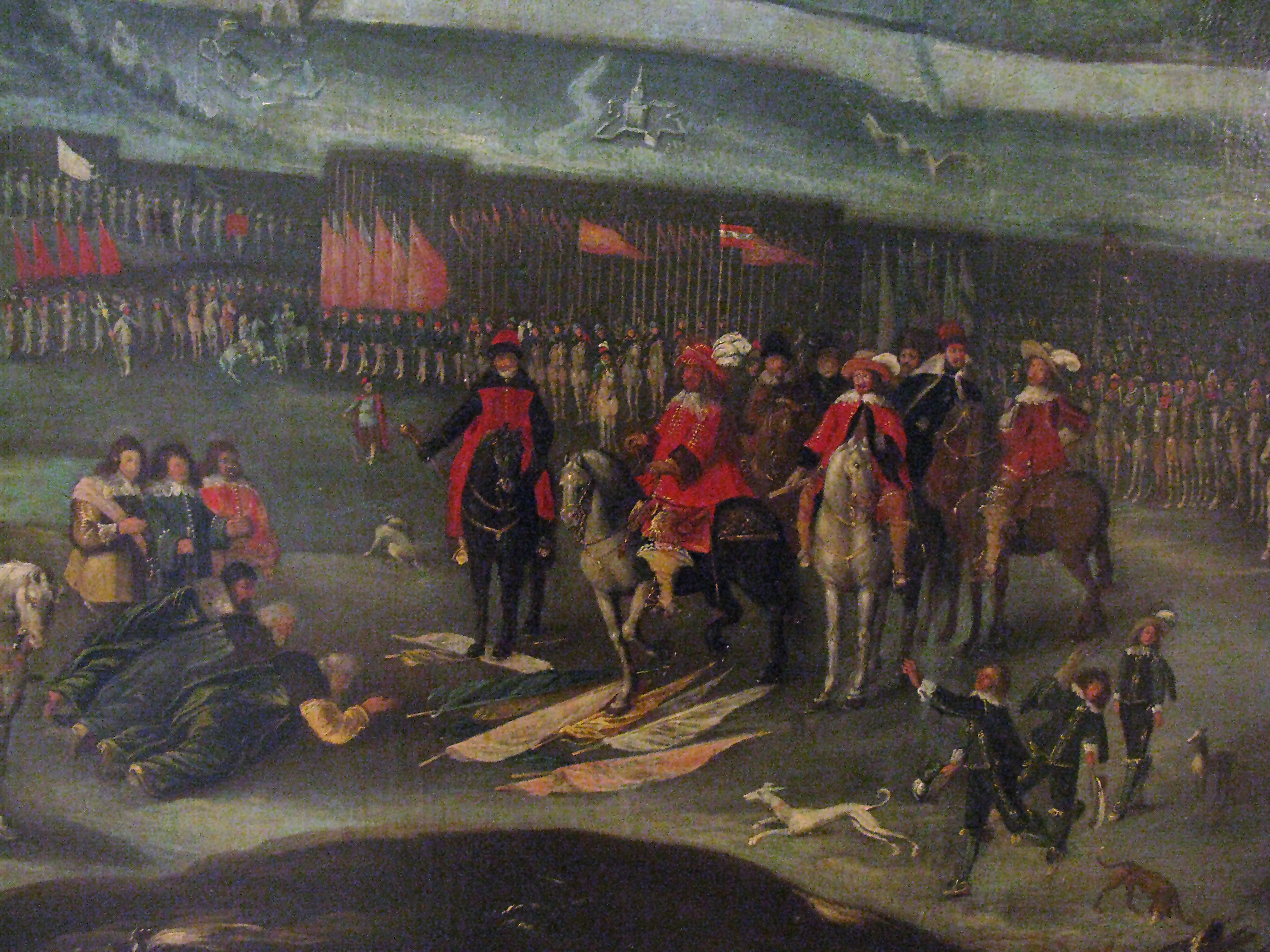
Capitulation de la garnison russe à Smolensk devant Ladislas IV Vasa en 1634

Les relations entre le royaume de Pologne et la Moscovie se caractérisent par des tensions dès le XVIIe siècle, quand le grand-duché de Lituanie entraîne le royaume de Pologne dans une guerre contre la Moscovie. L'historien polonais Andrzej Nowak note que si des contacts occasionnels entre Polonais et Russes ont pu avoir lieu, la nouvelle union de la Pologne et de la Lituanie voit la Pologne catholique et la Russie orthodoxe s'engager dans une « compétition politique, stratégique et civilisationnelle en Europe centrale et orientale ». Malgré des tentatives d'alliance sporadiques entre le nouvel État polono-lituanien et la Moscovie, dont plusieurs tentatives d'accession des tsars au trône polonais pour créer la république polono-lithuano-moscovite, toutes ont échoué. À la place, des guerres se manifestent.

## Guerre polono-russe (1605-1618)
Lors de la guerre polono-russe, les forces polonaises s'emparent de Moscou – un événement-clé dans la définition des relations futures entre les deux pays,,.

## Guerre russo-polonaise (1654-1667)
Par la suite, le tsarat de Russie prend l'ascendant sur une république des deux Nations vieillissante, s'empare de territoires disputés et à la suite de la guerre russo-polonaise (1654-1667), étend son territoire vers l'Ouest. Moscou apporte son soutien au Déluge. Au début du XVIIIe siècle, l'anarchie croissante au sein de la république des deux Nations permet à Moscou de renforcer son influence dans les affaires intérieures polonaises, tant sur les plans politiques que militaires.
Au milieu du XVIIIe siècle, l'influence des ambassadeurs russes en Pologne peut être comparée à celle des vice-rois coloniaux et la république des deux Nations est perçue par les Russes comme un protectorat,,.

### Partages de la Pologne
Avec l'échec de la Confédération de Bar qui tente de s'opposer à l'ingérence de la Russie, le premier partage de la Pologne intervient en 1772 ; trois partages de la Pologne, amenant de facto à la disparition du pays en 1795. Comme le souligne Andrzej Nowak, l'émergence des Lumières donna de nouveaux arguments favorables à l'interventionnisme russe. La Pologne est présentée par la Russie comme un pays dangereux, en proie à l'anarchie : ses idées catholiques et démocratiques sont perçues comme vectrices d'instabilité, la Pologne doit donc être mise sous tutelle de ses voisins, jugés plus stables.
Pendant les 123 années suivantes, une grande partie des anciens territoires polonais et de leurs habitants deviennent sujets de l'Empire russe. Plusieurs soulèvements ont lieu, dont l'insurrection de Novembre (1830) et l'insurrection de Janvier 1863 (1861-1864), qui tentent de reconquérir l'indépendance polonaise, de contrer la russification du pays et d'empêcher Moscou d'effacer toute trace culturelle polonaise. La Pologne ne recouvre son indépendance qu'après la Première Guerre mondiale.

## La deuxième république de Pologne et l'Union soviétique
Dès le recouvrement de son indépendance en 1918, la seconde république de Pologne fait face à la nouvelle Russie bolchévique. La guerre soviéto-polonaise se conclut par une victoire de la Pologne, empêchant Lénine d'envoyer l'Armée rouge vers l'Ouest pour étendre la révolution communiste.
Pendant l'entre-deux-guerres, la Pologne est perçue par l'Union soviétique comme une ennemie. L'URSS soutient des activités de déstabilisation du Parti communiste de Pologne, du Parti communiste de Biélorussie occidentale, et du Parti communiste d'Ukraine occidentale. En URSS, le NKVD exécute 111 091 Polonais pendant l'opération polonaise du NKVD (1937–38) et déporte de nombreuses familles polonaises vers le Kazakhstan.
En 1938, alors que l'Allemagne nazie s’apprête à envahir la région des Sudètes (Tchécoslovaquie), l'Armée rouge mobilise des forces considérables afin d'intervenir, à condition que la France s'associe à l'opération, en soutien à la Tchécoslovaquie. Toutefois, malgré ses bons rapports avec la France, le gouvernement polonais refuse le passage des forces soviétiques sur son territoire.

### Invasion soviétique de la Pologne
En 1939, le pacte germano-soviétique permet au Troisième Reich et à l'Union soviétique d'envahir la Pologne faisant disparaitre la frontière entre la Pologne et l'URSS et de la diviser. Les années qui suivent sont marquées par une répression sévère de l'URSS envers les citoyens polonais.

### Massacre de Katyń
Le 5 mars 1940, le sort de 25 700 prisonniers de guerre polonais transférés en Russie est scellé par Staline : ils sont exécutés dans le plus grand secret, un crime de guerre connu sous le nom de massacre de Katyń (dont l'URSS fera porter la responsabilité à l'Allemagne nazie jusqu'en 1991) pour décapiter toute résurgence du nationalisme polonais et également éliminé toutes les personnes dangereuses pour le système soviétique.
En 1941 puis à partir d'avril 1943, dans la forêt de Katyn, les forces allemandes découvrent plusieurs charniers composés de 20 000 cadavres, rapidement identifiés comme des officiers polonais exécutés. Moscou rejette toute implication. Toutefois, la Croix Rouge arrive à la conclusion après examen approfondi des corps, que les exécutions ont été commises en avril et mai 1940, au moment où les forces Soviétiques occupaient la région.
L'événement aura de lourdes conséquences sur la relation polono-soviétique,,.

### Insurrection de Varsovie
En 1944, l'Armia Krajowa organise une insurrection dans la capitale, Varsovie, pour se coordonner avec l'Armée rouge, qui se rapproche.
Sur ordre de Staline, celle-ci s'arrête aux limites de la ville et n'intervient pas, dans le but de casser le mouvement de résistance nationale polonais et placer ses propres hommes poursuivant en réalité sa stratégie de reconstituer l'ancien empire tsariste. En outre, l'URSS n'autorise pas les Alliés à utiliser les aéroports environnants pour larguer du matériel aux insurgés. Cela permit aux forces allemandes de briser la résistance et d'anéantir la ville, causant la mort de nombreux civils, avec une estimation allant de 150 000 à 200 000 morts. Les circonstances tragiques entourant la libération de Varsovie renforceront les tensions entre Russes et Polonais,.
Le 2 Octobre 1944, 800 000 personnes civiles et insurgés se rendent après 22 000 morts dans la résistance polonaise et 180 000 civils tués. La prolongation des combats a permis à Staline, par sa duplicité, de saigner davantage l'armée allemande et d'affaiblir une résistance polonaise hostile à tout contrôle de la part de l'URSS et qui garde en mémoire les conséquences du pacte Germano soviétique de 1939.
À la conférence de Yalta en 1945, Staline présente aux Alliés l'occupation de la Pologne comme un fait accompli. Ses forces militaires occupent le pays, ses agents contrôlent l'administration. L'URSS absorbe les territoires occupés entre 1939 et 1941. Staline est déterminé à faire de la Pologne un État fantoche contrôlé par les soviétiques. Les liens avec le gouvernement polonais en exil ont été rompus en 1943, mais pour donner des garanties à Roosevelt et Churchill, le chef de l'URSS accepte qu'un gouvernement de coalition soit formé. De nombreux Polonais furent tués ou déportés en Union soviétique.
En 1946, Staline malgré ses promesses faites à Yalta, refuse la tenue d'élections libres et met en place, dans tous les pays d'Europe Centrale et Orientale conquis par l'Armée Rouge au premier desquels se trouve la Pologne, des Républiques Populaires, qui sont en réalité des décalques du système autoritaire soviétique sans marge de manoeuvre possible,.

### République populaire de Pologne et l'Union soviétique
La Pologne devient un membre contraint et forcé du bloc de l'Est réduite à l'état de satellite transformé en un bastion avancé de l'idéologie communiste en Europe centrale et orientale. Comme les différents pays du bloc de l'Est, elle est placée sous la domination de l'URSS depuis 1945 sans pouvoir choisir librement son système politique. Ce qui rentre en opposition directe avec l'article 2 de l'ONU crée en 1945 et dont l'URSS fait partie en tant que membre permanent du conseil de sécurité.
Après la mort de Staline en 1953, l'emprise de Moscou sur la Pologne se détend mais le pays reste sous surveillance active continue.

### Les accords d'Helsinki
En 1975, la conférence pour la sécurité et la coopération en Europe aboutit aux les accords d'Helsinki. Avec la facilité accrue des échanges avec, ils vont semer les germes de la destruction de l'empire soviétique.
En effet, en contre partie de la reconnaissance des frontières issues de la Seconde Guerre mondiale, les autorités soviétiques s'engagent à garantir les libertés individuelles qui sont contraires au fonctionnement des régimes communistes et dont vont se réclamer les dissidents. Le pouvoir soviétique, qui ne peut plus opter aux procès publics truqués en raison de la liberté de l'information, va opter pour des assignations à résidence ou aux internements dans les hôpitaux psychiatriques des dissidents par le KGB.
Toutefois, les dissidents et les mouvements d'opposition au système soviétique vont se réclamer de ces accords signés par l'URSS pour fracturer et faire disparaitre son modèle politique autoritaire dans un contexte de difficultés croissantes pour l'empire soviétique notamment dans l'agriculture, secteur sacrifié par Staline depuis les années 1930 pour développer l'industrie à marche forcée au prix de très lourdes conséquences pour les populations civiles de l'empire soviétique .

## Un acteur majeur de la chute de l'URSS 1979-1989
En 1980, le mouvement de contestation au sein de l'empire soviétique démarre avec la grève des chantiers de Gandsk menée par le syndicat Solidarnorsc et son dirigeant syndicaliste polonais, et futur président de la Pologne, Lech Walesa.
Les autorités soviétiques qui ne peuvent plus ouvertement réprimer militairement les demandes d'indépendance en raison des progrès de la libération des informations, préfèrent désormais privilégier les tentatives de neutralisation par dirigeants interposés. L'état d'urgence est instauré par le général Jaruzelski en Pologne jusqu'en 1983.
Cependant à partir de 1985, le mouvement national polonais, comme le mouvement de la voie balte mené par les Pays Baltes qui secouent aussi sévèrement et de manière déterminée la chape de plomb soviétique, bénéficie de deux évènements à la fois conjugués et distincts.
D'une part, l'élection à la tête de l'Etat du Vatican, du cardinal polonais Karol Jozef Wojtyla dit Jean Paul II, le 16 Octobre 1978, et qui luttait déjà contre l'influence du système soviétique depuis les années 1960, voit son action amplifiée à la tête de l'Eglise catholique et va mener une véritable guerre en dentelles décuplée aux autorités communistes.
Et d'autre part, la population polonaise profite de la politique de transparence ou glasnost et de réforme économique, la Perestroïka, initiées par le nouveau secrétaire général, Mikhaïl Gorbatchev à la tête de l'URSS et qui tente de la réformer ,,. Son action vient bousculer une URSS, affaiblie sur le plan économique et social en interne, marquée par le conflit très impopulaire en Afghanistan (1979-1989) et dont les difficultés apparaissent aux yeux du monde au grand jour avec l'accident nucléaire de Tchernobyl en 1986 .
En 1989, de ce fait, de nombreux actes commis par l'URSS comme les protocoles secrets du Pacte germano-soviétique de 1939, tabou absolu dans la société russe, ou la reconnaissance de la responsabilité directe du Kremlin dans le massacre de Katyn sont reconnus par les autorités soviétiques officiellement,.
Cela ouvre les davantage plus grand les portes de la contestation polonaise à la domination russe.
L'influence russe cesse définitivement après la chute du gouvernement communiste polonais en juin 1989, dans le mouvement de dissolution du Bloc de l'Est et de la dislocation de l'URSS bien que les forces soviétiques ne quittent pas le sol polonais avant 1993.
Ce démantèlement en moins de 10 ans et l'accès à l'indépendance des ex pays membres du bloc de l'Est, à la grande stupeur des pays occidentaux et des dirigeants soviétiques, marque en retour l'échec de la stratégie de glacis initiée par Joseph Staline en 1945 pour obtenir une zone tampon et de profondeur stratégique en cas de nouvelle confrontation avec l'Ouest. A contrario, se produit une occidentalisation accélérée des pays membres de l'ex URSS dont la Pologne se fait désormais le héraut affirmé,.

## Relations contemporaines (depuis 1989)

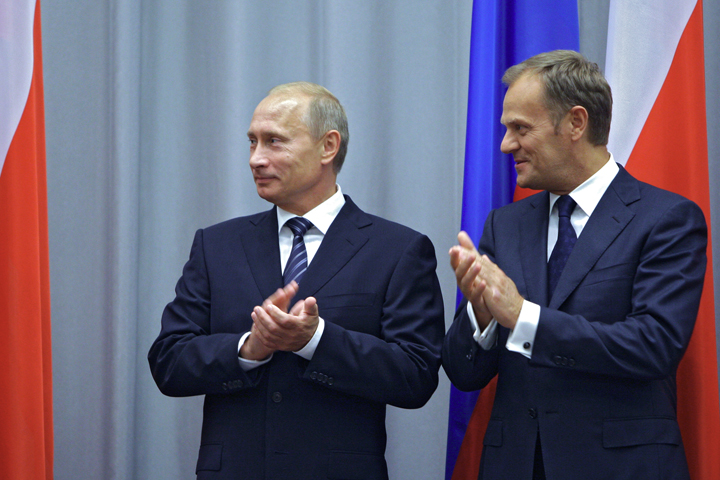
Dirigeants de Pologne et de Russie: Donald Tusk et Vladimir Putin lors d'une réunion à Sopot, 2009

Les relations entre la Pologne et la fédération de Russie débutent en 1989 avec le mouvement syndical Solidarité et l'accord de la table ronde. Cette année est vue comme celle de la libération comme pour beaucoup de pays membres du Bloc de l'Est ou de l'URSS comme les Pays Baltes intégrés de force en 1940.
Les élections de 1989 amènent à la formation d'un nouveau gouvernement. La Pologne retrouve la totalité de sa souveraineté quand l'URSS se divise en quinze entités indépendantes, dont la fédération de Russie, qui frole elle même la disparition politique en tant qu'état et se retrouve entourée de pays en conflit avec elle. Avec l'indépendance de la Lituanie, de l'Ukraine et du Belarus, la frontière russo-polonaise atteint 210 km autour de l'exclave de Kaliningrad(ex Konisberg).
L'adhésion de la Pologne à l'OTAN en 1999, et à l'Union européenne en 2004, priorités absolues de la politique étrangère polonaise à partir de 1993 sont perçues par le Kremlin comme des manœuvres pour s'extraire de la sphère d'influence russe,.
Si au départ, la Russie, au travers de son président Boris Eltsine, lors d’une visite officielle à Varsovie en août 1993, indique ne pas s’opposer à l’entrée de la Pologne dans l’Otan, il change d’avis dès le mois suivant et condamne l’éventualité d’un nouvel élargissement. Pour les autorités polonaises, ce  volte-face russe ne fait qu'ampilifer la nécessité de s’arrimer au bloc euro-atlantique afin de se protéger. La Pologne souhaitait y adhérer également pour remédier au vide sécuritaire, intégrer une communauté de valeurs et maintenir une présence américaine en Europe.
La Pologne est de plus suivie par de nombreux pays dont la République Tchèque et la Hongrie suivies en 2004 par de nombreux anciens membres au Pacte de Varsovie, dont trois anciennes Républiques socialistes soviétiques (Estonie, Lettonie, Lituanie). Du point de vue russe, ce mouvement constitue un revers stratégique de portée historique. En effet, l’Occident est désormais aux portes de l’espace historique russe ou vu comme tel,.
Par ailleurs, Varsovie poursuit une politique extérieure dans l'esprit de la doctrine Giedroyc, avec l'établissement de relations ténues avec les États post-soviétiques comme illustré par le soutien à la révolution orange d'Ukraine en 2004.
Avec la commémoration d'événements historiques sensibles, la question de la responsabilité russe lors du pacte germano-soviétique de l'invasion de 1939 ou du Massacre de Katyń suscite de nouvelles controverses. Beaucoup de citoyens polonais et d'hommes politiques qualifient Katyń de génocide, mais les autorités russes privilégient le qualificatif de crime de guerre, ; à l'inverse, les Russes accusent la Pologne de ne pas suffisamment reconnaître l'importance de l'intervention soviétique, occupée alors par l'Allemagne nazie à partir de 1941 malgré l'occupation et l'imposition contrainte et forcée du système soviétique à partir de 1945 qui s'ensuivit pendant plus de 50 ans, passant sous silence l'action des protocoles secrets germano-russes ayant mené au démantelement du jeune état polonais en Septembre 1939.
Pendant les années 1990, le soutien du gouvernement polonais au mouvement séparatiste tchétchène a été critiqué par les autorités russes. En 2009, une controverse éclate après l'affirmation par le Kremlin et les médias pro-gouvernementaux que l'Allemagne nazie, l'empire du Japon et la deuxième république de Pologne se sont alliés, ou projetaient de s'allier contre l'Union soviétique avant la Seconde Guerre mondiale. Ces affirmations ont été qualifiées par les hommes politiques et diplomates polonais de tentative de révisionnisme,,.
D'autres sujets importants de friction dans les relations russo-polonaises incluent le bouclier anti-missile en Europe,, le gazoduc Nord Stream, l'établissement de visas pour les citoyens russes.
De plus, Varsovie importait avant la guerre en Ukraine en 2022, 90 % de son pétrole et 60 % de son gaz de Russie, ce qui nourrit son inquiétude pour sa sécurité énergétique. Pour se dégager de cette contrainte et éviter tout emploi d'un chantage énergétique, la Pologne soutient sur le plan de l'Union Européenne toutes les initiatives visant à garantir l'indépendance et la sécurité de cette dernière, s'opposant de fait aux intérêts commerciaux de la Russie.
L'influence de la Pologne sur les relations de l'UE avec la Russie, et différents aspects économiques comme le boycott de la Russie sur les importations de nourriture sont autant de vecteurs de tension permanente entre les deux pays,.
En septembre 2009, la Russie qui cherche toujours à neutraliser les actions polonaises à l'échelle européenne, organise l'exercice Zapad-99, qui simule une attaque nucléaire de la Pologne, la répression d'un soulèvement de la minorité polonaise au Belarus et de nombreuses opérations de nature offensive.

### Crash de l'avion présidentiel polonais (2010)
Le crash de l'avion présidentiel polonais a été une mise à l'épreuve forte des relations polono-russes. Le Wall Street Journal a affirmé que la déclaration conjointe des Premiers ministres Vladimir Poutine et Donald Tusk sur Katyń, et la réponse ayant suivi le crash a rapproché les deux pays et présenté l'opportunité d'un nouveau départ, mettant fin à de longs siècles de rivalité et de confrontation.

### Centres de dialogue (2011)
Au cours de la visite du Président Medvedev en Pologne en décembre 2010, il a été décidé la création de structures visant à renforcer le dialogue polono-russe. Le centre polono-russe (polonais : Centrum Polsko-Rosyjskiego Dialogu i Porozumienia) soutient la coopération entre la jeunesse des deux pays. La Russie quant à elle a créé le fond pour le centre de dialogue et d'échanges russo-polonais (russe : фонд «российско-польский центр диалога и согласия»). Cette structure est cependant critiqué car elle ne coopèrerait pas avec son homologue polonais. Par ailleurs, son directeur Youri Bondarenko a émis des opinions controversées sur les relations russo-polonaises,.

### Guerre russo-ukrainienne (2014-)
À partir des années 1990, redevenu indépendante en 1991, soutenue par les États-Unis et bénéficiant des aides de l'Union Européenne qu'elle intègre en 2004, la Pologne mène une politique régionale visant à émanciper l'Ukraine de la tutelle russe en étendant les pratiques démocratiques et rendre toute nouvelle occupation russe impossible .
Inversement, la Russie perçoit l'Ukraine comme l'élément central de sa stratégie de glacis de protection vis-à-vis de l'Occident, quelle veut contrôler ou neutraliser.

#### Euromaïdan (2014)
Après l'annexion de la Crimée par la Russie en 2014 et l'émergence d'un mouvement séparatiste dans le Donbass directement piloté et alimenté par le Kremlin qui cherche durablement à empêcher l'Ukraine de rejoindre à la fois l'OTAN et l'Union Européenne, la Pologne a demandé le déploiement d'unités supplémentaires de l'OTAN sur son sol.
Varsovie est pour le durcissement des sanctions européennes à l'égard de Moscou,. Le soutien au gouvernement ukrainien de Petro Porochenko, hostile à la Russie, et les accusations polonaises d'interférence de Moscou dans le jeu politique ukrainien alimente les tensions[réf. nécessaire]. Le 30 juillet 2014, la Russie a stoppé l'importation de fruits et légumes polonais, affirmant que les produits visés comporteraient des niveaux de pesticides et de nitrates inacceptables. Cette décision prive la Pologne de plus de 1 milliard d'euros de revenus annuels.

#### Crash du vol de la Malaysia Airlines (juillet 2014)
À la suite du crash du vol 17 de la Malaysia Airlines survenu le 17 juillet 2014 en Ukraine, les gouvernements ont décidé d'annuler « l'année polonaise en Russie » et « l'année russe en Pologne » prévues pour 2015,.

#### Invasion de l'Ukraine par la Russie (2022)
Placée en première ligne dès les premiers jours de l'invasion de l'Ukraine par la Russie en 2022, la Pologne se place en État d'alerte le 24 février 2022 date de l'invasion par les forces russes du territoire ukrainien. Le président polonais, Andrzej Duda déclare alors «Il s’agit d’un acte d’agression sans précédent, une autre violation du droit international par la Russie.» indiquant «Je tiens à vous assurer que nous sommes aux côtés de l’Ukraine en tant que ses voisins, au nom de l’Otan, et en tant que membre de l’UE. Nous espérons que l’agression russe sera stoppée, que les autorités russes réfléchiront au fait qu’elle n’est pas dans l’intérêt de la Russie». Il déclare enfin «J’appelle les citoyens russes à ne pas soutenir leurs autorités dans cette action. J’appelle à arrêter les hostilités, à laisser l’Ukraine tranquille, et je vous assure qu’en tant que membre de la communauté internationale, je ferai de mon mieux pour arrêter ce qui se passe en Ukraine dès que possible».
En effet, le pays qui partage 500 kilomètres de frontière avec l'Ukraine et qui, en parallèle entretient de nombreux contentieux non réglés avec la Russie, accueille dans un premier temps les milliers puis les millions de réfugiés ukrainiens à sa frontière, essentiellement des femmes et enfants, les hommes étant mobilisés à la suite des décisions du gouvernement ukrainien. Le 12 mars 2022, la Pologne a accueilli 2,2 millions de réfugiés basé sur l'existence d'une forte communauté ukrainienne forte d'un million de personnes présente depuis de nombreuses années sur son sol.
De même, au cours de l'intensification du conflit et de la résistance de l'Ukraine face à l'armée russe, la Pologne devient une zone névralgique du transfert d'armements vers son voisin immédiat. L’aéroport de Rzeszow situé à 170 kilomètres de Lviv devient un point de passage majeur pour alimenter les forces ukrainiennes.
Daniel Szeligowski, chercheur à l’Institut polonais des affaires internationales, explique alors que : "La Pologne est devenue de facto un hub, la plaque tournante pour fournir les armes occidentales à l’Ukraine. Toutes les fournitures de l’OTAN et des États-Unis atterrissent dans le sud-est polonais puis sont transférées par voie terrestre dans l’ouest de l’Ukraine. Et ensuite, bien sûr, les militaires ukrainiens s’occupent de la répartition sur les différents fronts."
La Pologne délivre également des armements puisés dans ses propres stocks d'armes datant de l'époque soviétique mais également des armes plus modernes tel que le missile de fabrication polonaise, le Piorun, missile sol-air porté à l'épaule qui est déployé contre les hélicoptères russes. La Pologne a également proposé dès le 8 mars 2022 de mettre à ses dispositions ses Migs 29 au profit de l'Ukraine, proposition refusée par les États-Unis dans un premier temps par peur d'une intensification du conflit avec la Russie mais qui seront livrés par la suite.
Elle envoie un total de 250 chars T-72 modernisés à l'armée ukrainienne en avril 2022, en principe remplacé par l'Allemagne par des chars Léopard 2 qui a décidé également de réarmer avec un budget de 100 Milliards d'euros.
Le 21 mars 2022, confrontée à la position très ferme adoptée par les dirigeants polonais face à l’agression russe, partisans d'une coupure totale des relations économiques de l’Union européenne avec la Russie, cette dernière qui cherche à neutraliser l'action polonaise, réagit par l'intermédiaire de l'ancien président de la Russie, Dimitri Medvedev dénonçant une "russophobie" et accusant qu'“Il est beaucoup plus important pour les élites polonaises de prêter allégeance à leur suzerain -l’Amérique- que d’aider leurs propres citoyens.”    
Le 23 mars 2022, nouveau signe de la dégradation des relations déjà tendues entre les deux pays, Varsovie décide d'expulser 45 diplomates russes accusés d'action d'espionnage sur le territoire polonais.
Le porte parole du ministère des affaires étrangères polonais, Lukasz Jasina déclare à cette occasion : "La Russie mène une guerre barbare contre l'Ukraine depuis plus de trois semaines", a-t-il dit. "Nous, et les autres pays occidentaux, nous sommes traités par la Russie comme son adversaire clé. Tolérer ultérieurement ce genre d'activité illégale des services russes menacerait particulièrement la sécurité de la Pologne et celle de nos alliés de l'Otan et de l'Union européenne, avec qui nous coordonnons toutes nos activités de ce genre". La Russie accuse Varsovie détaillant “Varsovie a procédé à une escalade dangereuse dans la région, guidée non pas par ses intérêts nationaux, mais par les principes de l’Otan fondés sur une russophobie ouverte élevée au rang de politique officielle” publié par le ministère russe des Affaires étrangères dans un communiqué. Il a ensuite promis une réponse “qui fera réfléchir les provocateurs polonais et se faire sentir".
Le 24 mars 2022, le Premier ministre polonais Mateusz Morawiecki accuse la Russie d’être devenue “un État totalitaire” avant d’appeler à nouveau au renforcement des sanctions contre le régime de Vladimir Poutine. Il souligne rappelant les évènements de 1939 notamment la partition de la Pologne entre l'URSS et l'Allemagne nazie en vertu de pacte Molotov-Ribbentrop, l'annexion illégale des Pays Baltes et la guerre d'Hiver entre la Finlande et l'URSS en 1940, “Si Poutine brise l’Ukraine, s’il nous brise, nous, notre volonté de combat, de combat économique, il avancera, dans un an ou deux, vers d’autres objectifs” avertissant “Il avancera sur Helsinki, Vilnius, Varsovie, Bucarest, peut-être sur Berlin. Qu’en Allemagne on y réfléchisse bien”.
Le 27 avril 2022, nouveau signe de tension, la Russie par l'intermédiaire de son entreprise Gazprom suspend ses livraisons de gaz naturel à la Pologne et à la Bulgarie en raison du refus des autorités bulgares et polonaises de régler les factures en rouble. Cette exigence non contractuelle est formulée par le Kremlin à la suite des sanctions économiques prises par l'Union européenne à la suite de l'invasion par l'armée russe de l'Ukraine, le 24 février 2022.
Pour résoudre cette confrontation, la Pologne mise sur deux nouveaux projets de gazoducs. Le premier, le gazoduc Baltic Pipe qui l’approvisionnera en gaz d'ici octobre 2022, reliera la Pologne à la Norvège via le Danemark. Un autre, inauguré en mai 2022, devrait également faire le lien avec la Lituanie et le réseau des Pays Baltes via le terminal gazier du port de Swinoujscie, ces derniers s'activant durablement à la mise en œuvre d'une stratégie d'indépendance et d'autonomie énergétique vis-à-vis de la Russie depuis 2010, seule garantie vis-à-vis de leur voisin qui les a annexé de force de 1939 à 1989.
De ce fait, la Pologne comme les Pays Baltes qui n'ont cessé d'alerté le danger de l'impérialisme russe renouvelé après avoir été des membres contraints de l'empire soviétique, apparait pour la Russie comme un obstacle majeur et durable à sa stratégie qui vise à la restauration de sa puissance en Europe pour y étendre son hégémonie, objectif visé depuis 1939,.

## Renseignement russe et opérations d'influence en Pologne
En 1996, le premier ministre Józef Oleksy doit démissionner. Il est accusé d'espionnage au profit de Moscou et entretiendrait des liens avec l'agent du SVR Vladimir Alganov. En 2004, le renseignement polonais enregistre l'agent russe, parlant de corruption d'hommes politiques polonais haut placés,. En 2017, le journaliste Tomasz Piątek affirme dans son livre Macierewicz i jego tajemnice, que le ministre de la Défense Antoni Macierewicz entretient des liens avec la mafia russe par le biais de Semion Mogilevich, mais également avec l'entourage du Président Poutine.
Le 22 juillet 2017, le président polonais Andrzej Duda approuve les amendements d'une loi anti-propagande, qui autorise la démolition de monuments soviétiques, qualifiés de « symboles du régime totalitaire ». Dans un communiqué officiel publié le même jour, le ministère des Affaires étrangères russe qualifie le geste de « provocation grossière ».